# Ľubiša
Ľubiša és un poble i municipi d'Eslovàquia. Es troba a la regió de Prešov, al nord del país.

## Història
La primera referència escrita de la vila data del 1410.

## Demografia
| Godina             | 1994 | 2004   | 2014   | 2024   |
| ------------------ | ---- | ------ | ------ | ------ |
| Nombre de persones | 798  | 838    | 812    | 819    |
| Diferència         |      | +5,01% | −3,10% | +0,86% |

| Godina             | 2023 | 2024   |
| ------------------ | ---- | ------ |
| Nombre de persones | 807  | 819    |
| Diferència         |      | +1,48% |